# SEATO

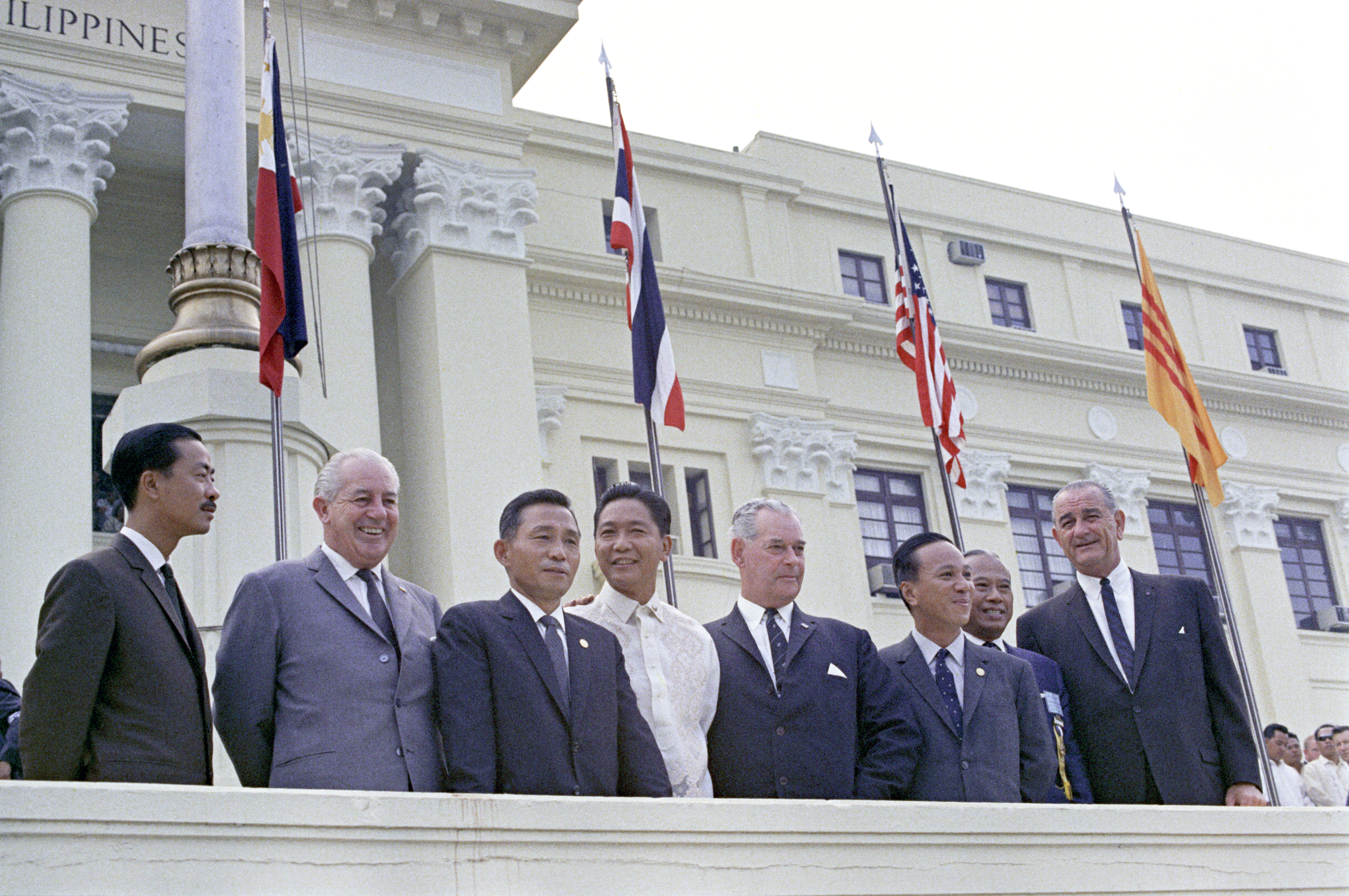

A SEATO (teljes angol nevén: Southeast Asia Treaty Organization, magyarul: Délkelet-ázsiai Szerződés Szervezete) 1954. szeptember 8-án alakult meg a Manilai egyezmény aláírásával, majd 1977-ben, nem sokkal a vietnámi háború lezárását követően felbomlott. Az eredeti tervek szerint a szervezet a NATO mása lett volna a Csendes-óceán térségében.

## Tagjai
- Amerikai Egyesült Államok;
- Nagy-Britannia;
- Franciaország;
- Ausztrália;
- Új-Zéland;
- Pakisztán;
- Thaiföld;
- Fülöp-szigetek.

## Története
A koreai háborút követően a Csendes-óceán Amerika-barát államai védelmi szerződést írtak alá Manilában, a Fülöp-szigetek fővárosában; nem titkoltan a kommunizmus további terjedését megakadályozandó. A konferencián az eredetileg szintén meghívott India, Burma, Ceylon és Indonézia nem jelent meg. Bár az indokínai államok nem voltak a szervezet tagjai, az Egyesült Államok kinyilatkoztatta, hogy egy Dél-Vietnám, Laosz vagy Kambodzsa ellen indított támadás egyben a SEATO tagjai elleni támadást is jelent.
Franciaország 1966-ban kivált a szervezetből, válaszul az amerikaiak vietnámi politikájára. A szervezet 1977-ben megszűnt.